# Tuana Mahmoud
Tuana Shahnis Cindy Mahmoud (* 3. März 2003 in Nordenham als Tuana Shahnis Cindy Keles) ist eine deutsch-türkische Fußballspielerin.

## Karriere

### Vereine
Mahmoud begann im Nordenhamer Stadtteilverein TSV Abbehausen mit dem Fußballspielen und gelangte im weiteren Verlauf in die Jugendabteilung von Werder Bremen. Als B-Jugendspielerin kam sie von 2017 bis 2020 in der Staffel Nord/Nordost der B-Juniorinnen-Bundesliga zum Einsatz und bestritt insgesamt 40 Punktspiele, in denen sie 14 Tore erzielte. Noch als B-Jugendspielerin kam sie für die Zweite Mannschaft an zwei aufeinander folgenden Spieltagen in der drittklassigen Regionalliga Nord erstmals im Seniorinnenbereich zum Einsatz. In beiden Auswärtsspielen, bei der 4:5-Niederlage am 29. September beim SV Meppen II, und beim 2:0-Sieg beim Hamburger SV am 13. Oktober, erzielte sie jeweils ein Tor. Zur Saison 2020/21 rückte sie dauerhaft in die Bundesligamannschaft auf und gehörte ihr bis Saisonende 2022/23 an. In diesem Zeitraum bestritt sie 51 Punkt- und fünf Pokalspiele. Ihr Bundesligadebüt gab sie am 2. Oktober 2020 (4. Spieltag) bei der 1:3-Niederlage im Auswärtsspiel gegen die TSG 1899 Hoffenheim mit Einwechslung für Jasmin Sehan in der 73. Minute.

### Nationalmannschaft
Mahmoud kam im Zeitraum von fünf Jahren für die DFB-Nachwuchsnationalmannschaften der Altersklassen U15, U16, U17, U19 und U20 in insgesamt 25 Länderspielen zum Einsatz und erzielte insgesamt drei Tore. Ihr Debüt als Nationalspielerin gab sie in der U15-Nationalmannschaft, die am 3. November 2017 in Wetzlar das in Freundschaft ausgetragene Länderspiel gegen die US-amerikanische U15-Auswahl mit 1:6 verlor.
Ihr erstes Länderspieltor gelang ihr im Turnier um den Nordic Cup, an dem sie mit der U16-Nationalmannschaft in Schweden 2019 teilnahm. Sie erzielte es am 8. Juli 2019 in Uddevalla beim 4:1-Finalsieg gegen die U16-Nationalmannschaft Englands mit dem 1:0-Führungstreffer in der 44. Minute.
Mit der U20-Nationalmannschaft nahm sie an der vom 10. bis zum 28. August 2022 in Costa Rica ausgetragenen Weltmeisterschaft teil und kam in allen drei Spielen der Gruppe B zum Einsatz. Bei der Reaktivierung der U23-Nationalmannschaft im Spieljahr 2024 kam sie am 24. Oktober in Frankfurt am Main beim 3:0-Sieg über die U23-Nationalmannschaft Frankreichs zum Einsatz und erzielte das Tor zum 2:0 in der 51. Minute.

### Erfolge
- Nordic-Cup-Siegerin: 2019 (mit der U16-Nationalmannschaft)
- DFB-Pokal-Finalistin: 2024/25

## Sonstiges
Sie besuchte zunächst das Gymnasium Nordenham und wechselte 2020  während ihres elften Schuljahres auf das Gymnasium Links der Weser in Bremen-Obervieland, der Bremer Eliteschule des Fußballs.
Im Sommer 2023 heiratete Tuana Keles und nahm den Familiennamen ihres Mannes Adam Mahmoud an.